# 茨城県道189号大賀牛堀線

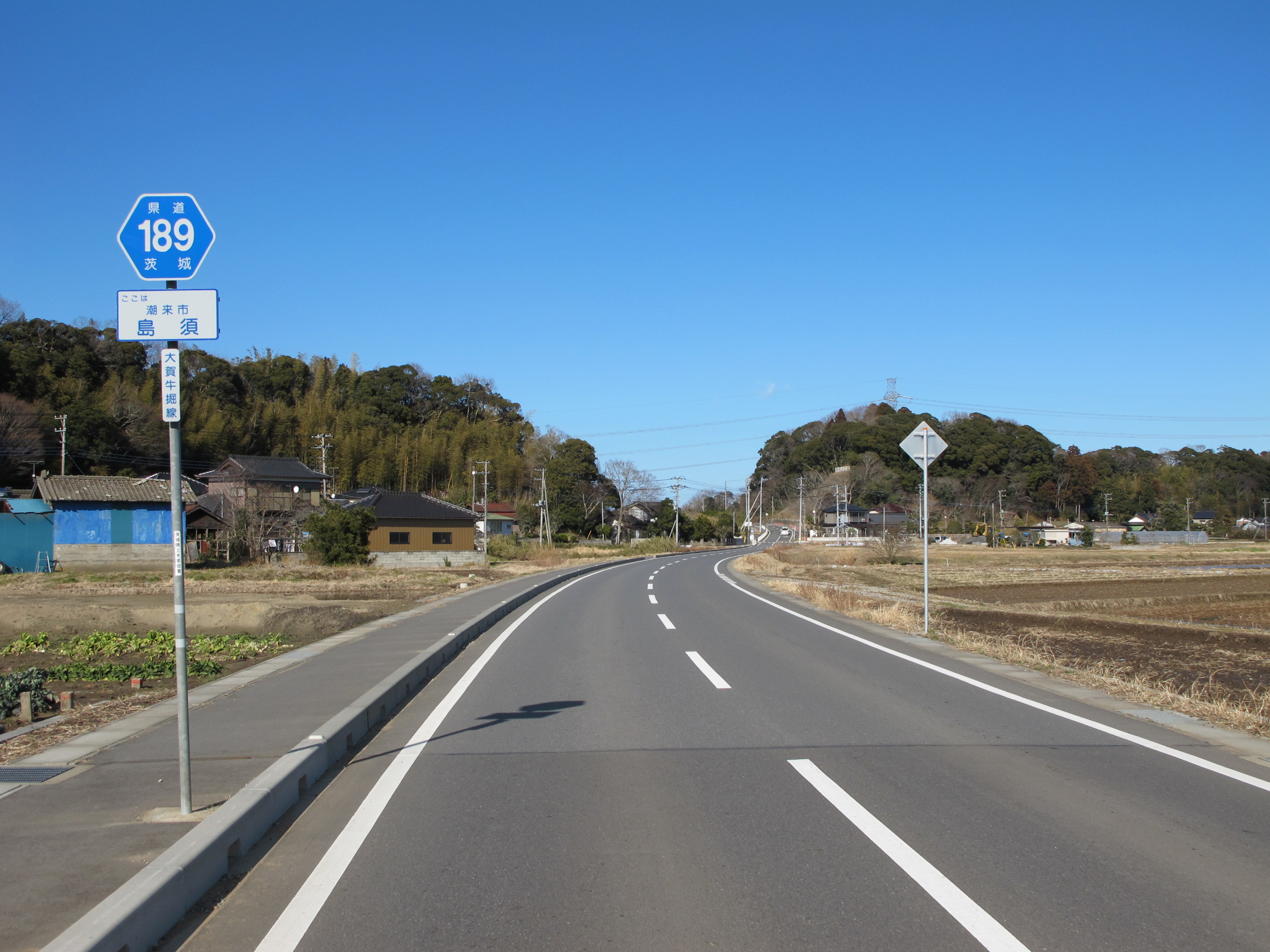
茨城県道189号大賀牛堀線
潮来市島須（2014年2月）

茨城県道189号大賀牛堀線（いばらきけんどう189ごう おおがうしぼりせん）は、茨城県潮来市大賀から同市上戸に至る一般県道である。

## 概要
茨城県潮来市大賀から同市上戸を南北に結ぶ道路路線。沿道には茨城県水郷県民の森があり、潮来市上戸の八代小入口交差点で国道51号と交差する。

### 路線データ
- 起点：茨城県潮来市大生（茨城県道187号矢幡潮来線交点）[1]
- 終点：茨城県潮来市上戸（茨城県道5号竜ヶ崎潮来線交点）[1]
- 総延長：4.246 km[2]
- 重用延長：0.027 km[2]
- 未供用延長：なし[2]
- 実延長：4.219 km[2]
- 自動車交通不能区間延長[注釈 1]：なし[2]

## 歴史
1959年（昭和34年）10月14日、新たな県道として行方郡潮来町大字大賀を起点とし、行方郡牛堀町を終点とする区間を本路線とする県道大賀牛堀線として茨城県が県道路線認定した。
1995年（平成7年）に整理番号189となり現在に至る。

### 年表
- 1944年（昭和19年）6月14日：現在の路線の前身である（旧）大賀牛堀線が路線認定される。
- 1959年（昭和34年）10月14日
  - 現在の路線で路線認定される（図面対照番号196）[3]。
  - 道路の区域は、行方郡潮来町大字大賀の県道矢幡潮来線分岐から行方郡牛堀町大字島須の二級国道千葉水戸線交点（旧道国道51号、現在の県道竜ヶ崎潮来線にあたる）までと決定された[1]。
- 1995年（平成7年）3月30日：整理番号253から現在の番号（整理番号189）に変更される[4]。
- 2010年（平成22年）3月12日：潮来市大字島須字馬ノ峰地内の道路改良バイパス路（約0.3 km）を供用開始[5]。
- 2014年（平成26年）1月23日：潮来市大字大生（県道矢幡潮来線交点） - 同市大字島須（主要地方道水戸神栖線交点）の狭隘路（1.16 km）を2車線化改良する道路区域指定[6]。
- 2018年（平成30年）3月22日：潮来市大字島須字馬ノ峰地内の旧道（320 m）を指定解除し、潮来市に移管[7]。

## 地理
起点から県道水戸神栖線交点までの区間は畑が広がる行方台地上にあり、県道水戸神栖線交点から国道51号（八代小交差点）までの区間は、田園風景が広がる低地を通る。低地部の道路は屈曲が多い道路であったが、平成に入り道路改良が進められている。

### 通過する自治体
- 茨城県潮来市

### 交差する道路
- 茨城県道187号矢幡潮来線（起点）
- 茨城県道50号水戸神栖線（潮来市島須）
- 国道51号（潮来市上戸、八代小入口交差点）
- 茨城県道5号竜ヶ崎潮来線（終点）

### 沿線
- 茨城県水郷県民の森（潮来市島須）
- 大膳池（潮来市島須）
- 潮来工業団地（潮来市島須）